# 帝国行進曲 (エルガー)
『帝国行進曲』（ていこくこうしんきょく、Imperial March）作品32は、エドワード・エルガーが作曲した管弦楽のための行進曲。1897年のヴィクトリア女王の在位60周年記念式典のために作曲された。

## 概説
1896年、式典に合わせてゲオルギオスと竜の伝説に基づくカンタータ、並びに『帝国行進曲』を作曲して欲しいという出版社のノヴェロ社（Novello & Co）からの依頼を受けて書かれた。初演は1897年4月19日、水晶宮で行われた演奏会においてアウグスト・マンスの指揮で行われた。1週間後には同じ水晶宮において大楽団を擁する演奏が行われ、6月18日にはステート・コンサートで、6月28日にはロイヤル・ガーデン・パーティーで、そして10月24日にはアルバート・ホールで英国砲兵隊バンドによって演奏された。
当時はまた出世作の『エニグマ変奏曲』や行進曲『威風堂々』が世に出る前であったが、人気を獲得したこの楽曲は当時の聴衆の心に強い印象を与え、エルガーの名前がロンドンで広く知られるきっかけとなった。

## 楽器編成
フルート2、（第2奏者はピッコロ持ち替え）、オーボエ2、クラリネット2、ファゴット2、コントラファゴット、ホルン4、トランペット2、トロンボーン3、チューバ、ティンパニ3、打楽器（大太鼓、シンバル、小太鼓）、弦五部。

## 楽曲構成
ポンポーソ 4/4拍子 変ロ長調
曲は厳かな静けさに始まる（譜例1）。しかし、間もなくアニマートとなり音量を増すと、譜例1が祝典的な壮麗さをもって奏でられる。

譜例1
中間部では変ホ長調となり、第1ヴァイオリンとクラリネットに譜例2が歌われる。

譜例2
譜例1が回帰し、その後譜例2に導かれてコーダとなる。譜例1などを用いたコーダが簡潔に、しかし堂々と曲を結ぶ。
演奏時間は約5分。